# Thomas Gloag
Thomas Gloag (East-Dulwich, 13 september 2001) is een Brits wielrenner die anno 2024 voor Team Visma-Lease a Bike rijdt.

## Carrière
Tijdens de Tour de l'Avenir van 2022 zat Gloag in een ontsnapping in etappe 4 die het tot het einde volhield, in de sprint won hij van Adam Holm Jørgensen om zijn tweede etappezege bij de beloften te behalen. Terwijl hij op weg was naar het podium om zijn overwinning te vieren samen met Bernard Hinault, struikelde hij en gleed van de trap af. Hij nam de leiding van de wedstrijd na zijn resultaat, hij zou in de volgende etappes naar de tweede plaats zakken en vervolgens naar de negentiende algemeen voordat hij opgaf. Op dat moment reed hij voor Trinity Racing, de ploeg die enkele jaren eerder opgebouwd was rond Tom Pidcock. Op 7 augustus 2022 werd aangekondigd dat Gloag voor de rest van het seizoen 2022 als stagiair bij Team Jumbo-Visma zou komen. Op 29 augustus 2022 maakte Team Jumbo-Visma bekend dat Gloag vanaf het seizoen 2023 hun team zou komen versterken met een driejarig contract.

## Belangrijke resultaten
Bronnen: 
2019
1ste Trofeo Fundación
1ste Zumarraga
Junior Tour of Wales
1ste  bergklassement
1ste etappe 2
3e algemeen Sint-Martinusprijs Kontich
1ste etape 1 (TTT)
8e Kuurne–Brussel–Kuurne Junioren
2021
3e algemeen Ronde de l'Isard
1ste etappe 4
4e algemeen Giro Ciclistico d'Italia
6e Luik-Bastenaken-Luik voor beloften
2022
1ste etappe 4 Tour de l'Avenir
3e Flèche Ardennaise
2023
Jongerenklassement Ronde van Valencia
2024
3e etappe Ronde van Tsjechië

## Resultaten in voornaamste wedstrijden
| Jaar | Ronde van Italië | Ronde van Frankrijk | Ronde van Spanje |
| ---- | ---------------- | ------------------- | ---------------- |
| 2023 | 76e              |                     |                  |
| 2024 |                  |                     |                  |

| Jaar | Clásica San Sebastián |
| ---- | --------------------- |
| 2023 | 86e                   |
| 2024 | opgave                |

### Resultaten in kleinere rondes
| Jaar | Tour Down Under | UAE Tour | Ronde van Romandië |
| ---- | --------------- | -------- | ------------------ |
| 2023 |                 | 27e      | 11e                |
| 2024 |                 |          |                    |
| 2025 | 8e              | opgave   |                    |

## Ploegen
- 2023 –  Team Jumbo-Visma
- 2024 –  Visma-Lease a Bike
- 2025 –  Team Visma-Lease a Bike

Affini · Benoot · Bouwman · Dekker · Dennis · Dumoulin (tot 15/8) · Eenkhoorn · Foss   · Gesink · Harper · Hessmann · Hofstede · Kooij · Kruijswijk · Kuss · Laporte · Leemreize · Oomen · Roglič   · Roosen · Teunissen · Vader · Van Aert · Van der Sande · M. van Dijke · T. van Dijke · Van Emden · Van Hooydonck · Vingegaard · Gloag (stagiair)
Affini · Benoot · Bouwman · Dennis · Foss   · Gesink · Gloag · Hessmann · Hofstede · Kelderman · Kooij · Kruijswijk · Kuss · Laporte  · Leemreize · Oomen · Roglič   · Roosen · Tratnik · Vader · Valter · Van Aert · van Baarle · Van der Sande · M. van Dijke · T. van Dijke · Van Emden · Van Hooydonck · Vingegaard
Affini · Benoot · Bouwman · Gesink · Gloag · Hagenes · Heßmann · Jorgenson · Kelderman · Kooij · Kruijswijk · Kuss · Laporte  · Lemmen · Staune-Mittet · Tratnik · Tulett · Uijtdebroeks · Vader · Valter · Van Aert · van Baarle · van Belle · Van der Sande · M. van Dijke · T. van Dijke · Vermote · Vingegaard